# Rathaus Großenhain
Das Rathaus in Großenhain wurde von 1873 bis 1876 erbaut und gilt neben der Großenhainer Marienkirche als ein Wahrzeichen der Stadt.
Bereits 1492 befand sich ein Rathaus mit Schankkeller, Fleisch- und Brotbänken und Salzkammer an der Südseite des großen Marktplatzes in Großenhain. Im Jahr 1872 wurde dieses Gebäude durch einen Stadtbrand zerstört und bis 1876 durch einen Neubau von den Dresdner Architekten Bruno Adam und Oswald Haenel mit einer Fassade im Stil der Neorenaissance aus Sandstein ersetzt. Bis heute befindet sich die Verwaltung der Stadt im Gebäude.

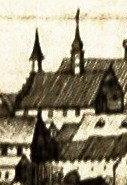
Altes Rathaus, 1650
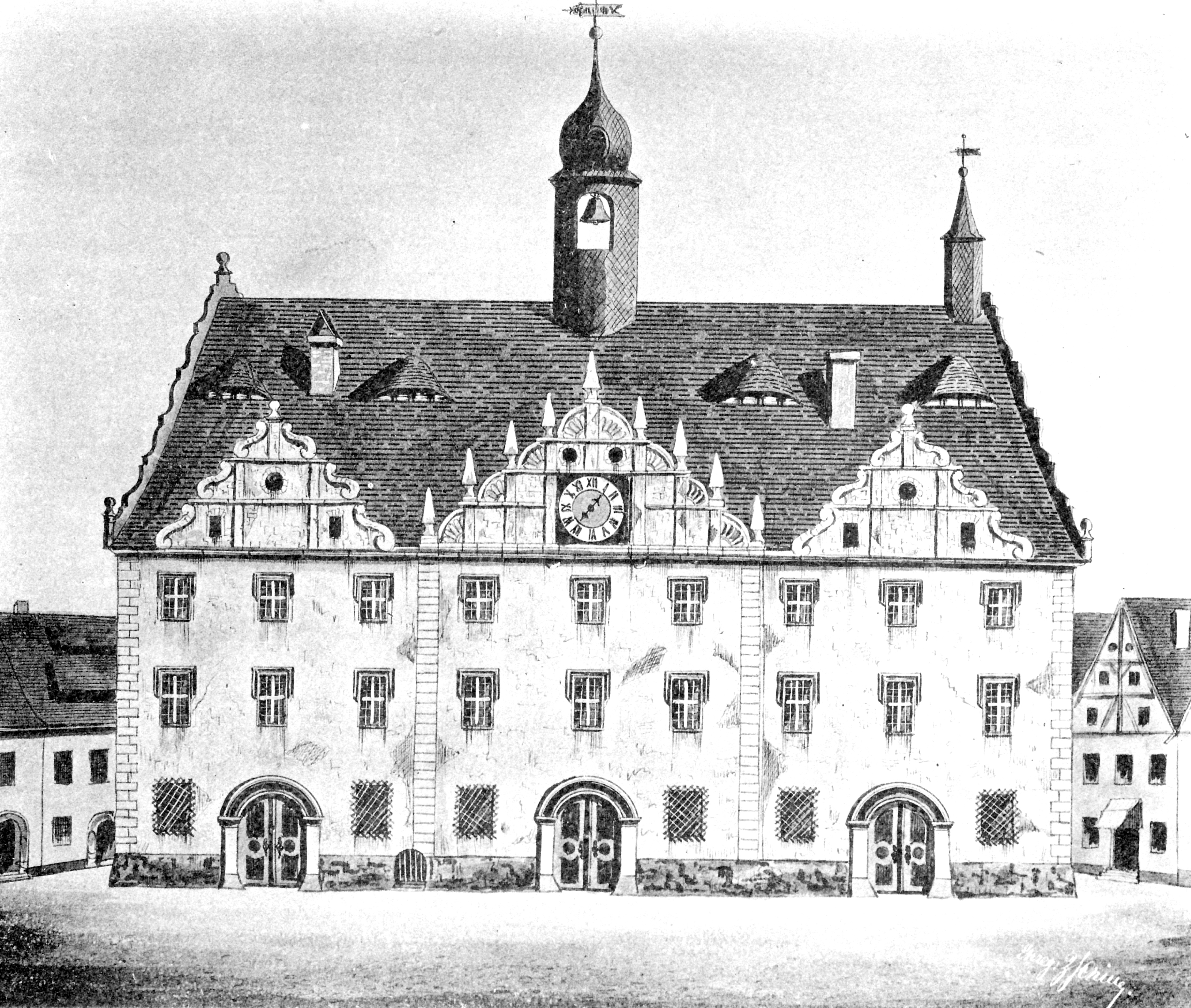
Altes Rathaus, vor 1744
Altes Rathaus, 1813
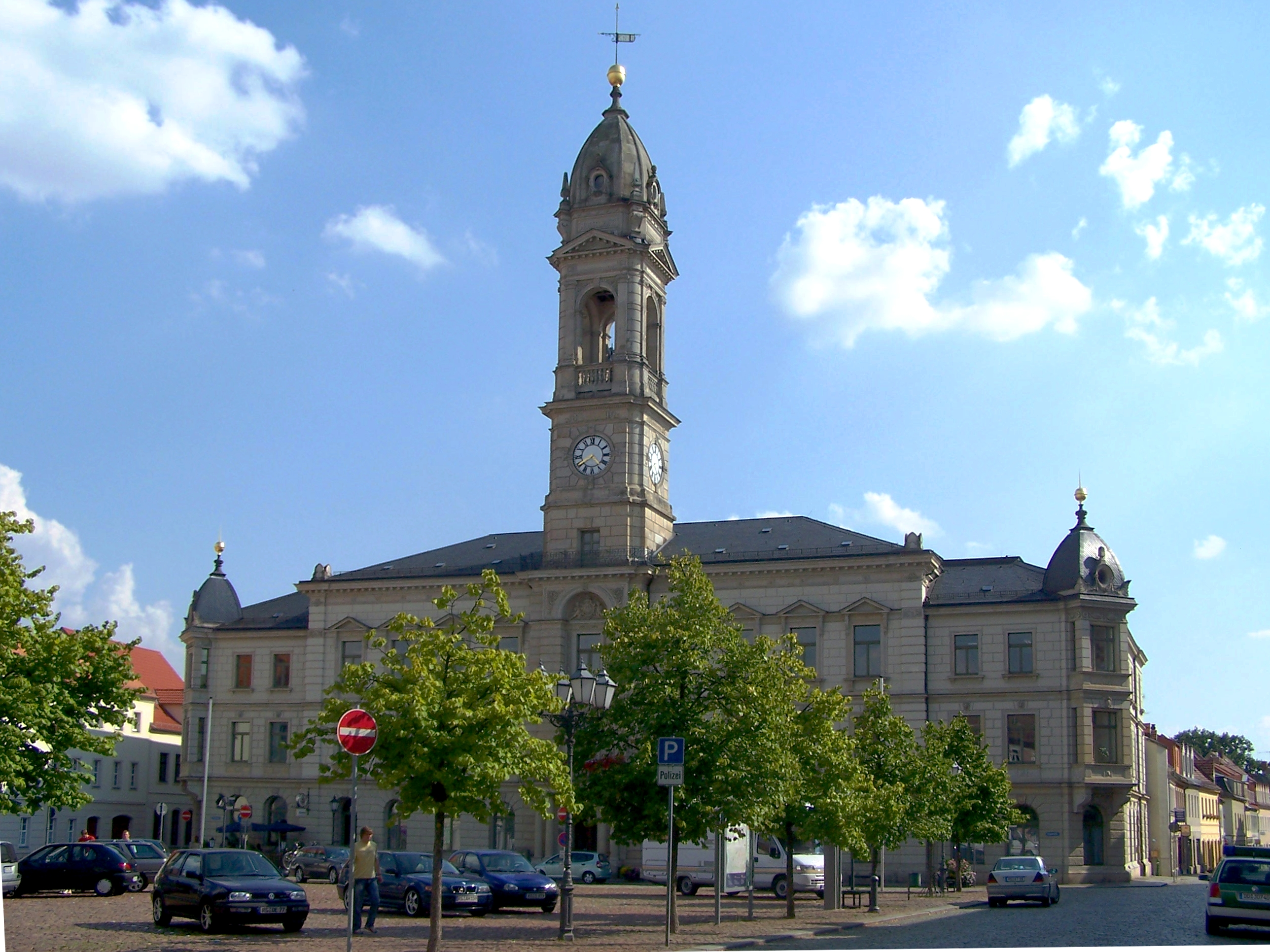
Neubau von 1876